# Europamästerskapet i fotboll 2012

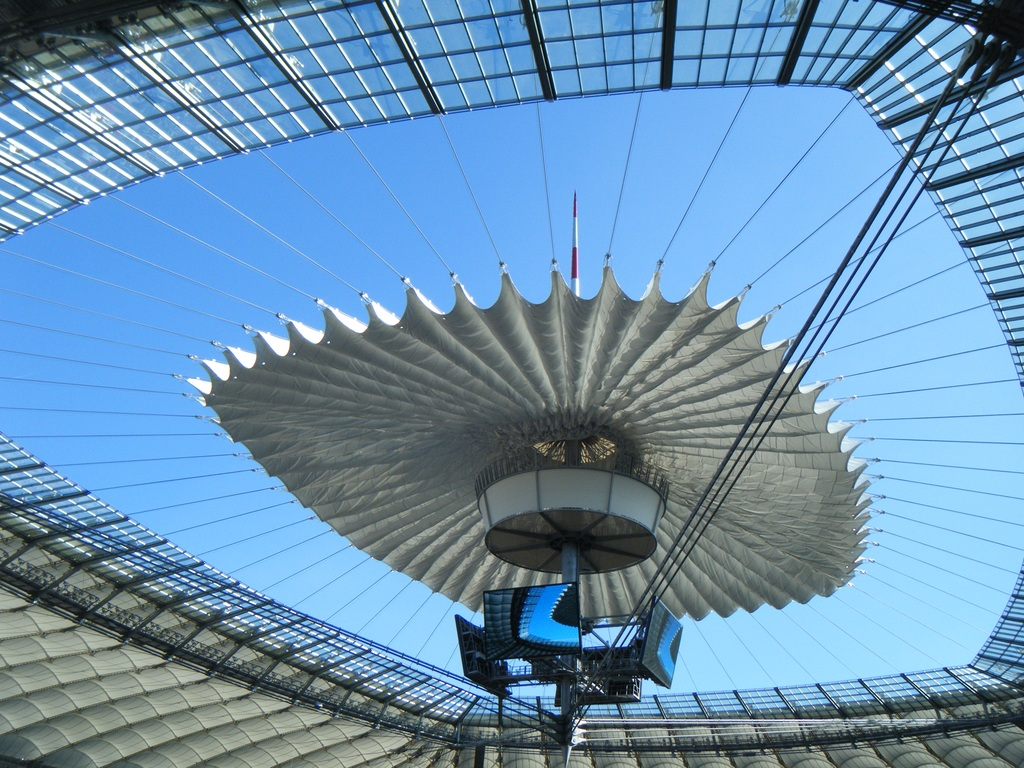
Polen, Warszawa: Nationalstadions öppna tak.

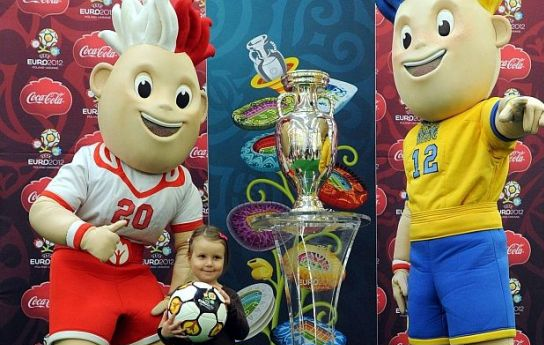
De officiella maskotarna, tvillingarna Slavek och Slavko.

Europamästerskapet i fotboll 2012 spelades i Polen och Ukraina 8 juni–1 juli. Det var den tredje gången turneringen arrangerades av två samverkande länder, efter Belgien/Nederländerna 2000 och Schweiz/Österrike 2008.
Då antalet medlemsländer i Uefa ökat, talades det inför EM 2012 att utvidga turneringen från nuvarande 16 till 24 deltagande nationer. Uefas beslutande kommitté beslöt dock att vänta till EM 2016 med att utöka antal deltagande länder.
Mästerskapets två maskotar, Slavek och Slavko, var klädda i Ukrainas nationalfärger gult och blått respektive de polska färgerna vitt och rött för att symbolisera de två olika värdländerna. Maskotarna designades av Warner Bros och fick sina namn efter en omröstning i slutet av 2010.
Matcherna spelades i åtta olika städer. Öppningsmatchen spelades i Polens huvudstad Warszawa 8 juni mellan värdlandet Polen och Grekland. Finalmatchen avslutade mästerskapet den 1 juli, och gick av stapeln på Olympiastadion i Ukrainas huvudstad Kiev.

## Val av värdland
Av de fem ansökningarna om att få anordna EM utsågs den 8 november 2005 tre kandidater:[källa behövs]
- Italien (11 röster)
- Kroatien/Ungern (9 röster)
- Polen/Ukraina (7 röster)
- Grekland (2 röster)
- Turkiet (6 röster)

Italien höll mästerskapet 1968 och 1980, samt VM i fotboll 1934 och 1990. Kroatiens huvudstad Zagreb hade vissa av matcherna när Jugoslavien var värd 1976. Ungern har sökt till mästerskapen 2004 och 2008. Turkiet och Grekland sökte gemensamt till EM 2008.
I Cardiff, Wales hölls den slutliga omröstningen 18 april 2007, genom vilken Polen/Ukraina utsågs till värdnationer för EM 2012.
- Polen/Ukraina (8 röster)
- Italien (4 röster)
- Kroatien/Ungern (0 röster)

## Spelplatser
| Warszawa          | Gdańsk            | Poznań            | Wrocław           |
| ----------------- | ----------------- | ----------------- | ----------------- |
| Nationalstadion   | PGE Arena Gdańsk  | Stadion Miejski   | Stadion Miejski   |
| Kapacitet: 58 000 | Kapacitet: 43 000 | Kapacitet: 43 000 | Kapacitet: 42 000 |
|                   |                   |                   |                   |
|                   |                   |                   |                   |
| Kiev              | Donetsk           | Charkiv           | Lviv              |
| Olympiastadion    | Donbass Arena     | Metalist Stadium  | Arena Lviv        |
| Kapacitet: 70 000 | Kapacitet: 51 000 | Kapacitet: 38 000 | Kapacitet: 34 000 |
|                   |                   |                   |                   |

Finalen spelades på Kievs olympiastadion och semifinalerna på Nya Nationalstadion i Warszawa samt Donbass Arena i Donetsk.
Då Ukraina sedan 2008 tillåter turistbesök utan visum för bland andra EU-medborgare, så kunde åskådare från EU besöka landet utan särskilda formaliteter, precis som för Polen. Det går även bra med bil, men man måste räkna med långsamma vägar och timslånga köer vid gränsen. Man var tvungen att ha med bilens registreringsbevis och grönt kort. Avstånden är långa — mellan Gdansk och Donetsk är det 180 mil, något som troligen tar 3 dagar med bil.

### Godkännande av spelorterna
I april 2008 gav Uefa varningar till båda länderna, då EM-förberedelserna enligt Uefa gick alltför långsamt. I Polen handlade det framförallt om byggandet av nya arenor samt nybyggnation och upprustning av motorvägar, medan det i Ukraina ansågs finnas för få hotell. 
I maj 2009 godkändes de fyra polska spelorterna av Uefa, tillsammans med endast Kiev av de ukrainska. De övriga tre orterna i Ukraina godkändes senare samma år, den 11 december.
Nybyggda Dnipro Arena i Dnipropetrovsk, som var tänkt att vara en av de ukrainska arenorna, klarade inte av Uefas krav på sittplatser för 33 000 åskådare, varpå Metalist Stadium i Charkiv fick överta uppdraget.[källa behövs]

## Kvalificering

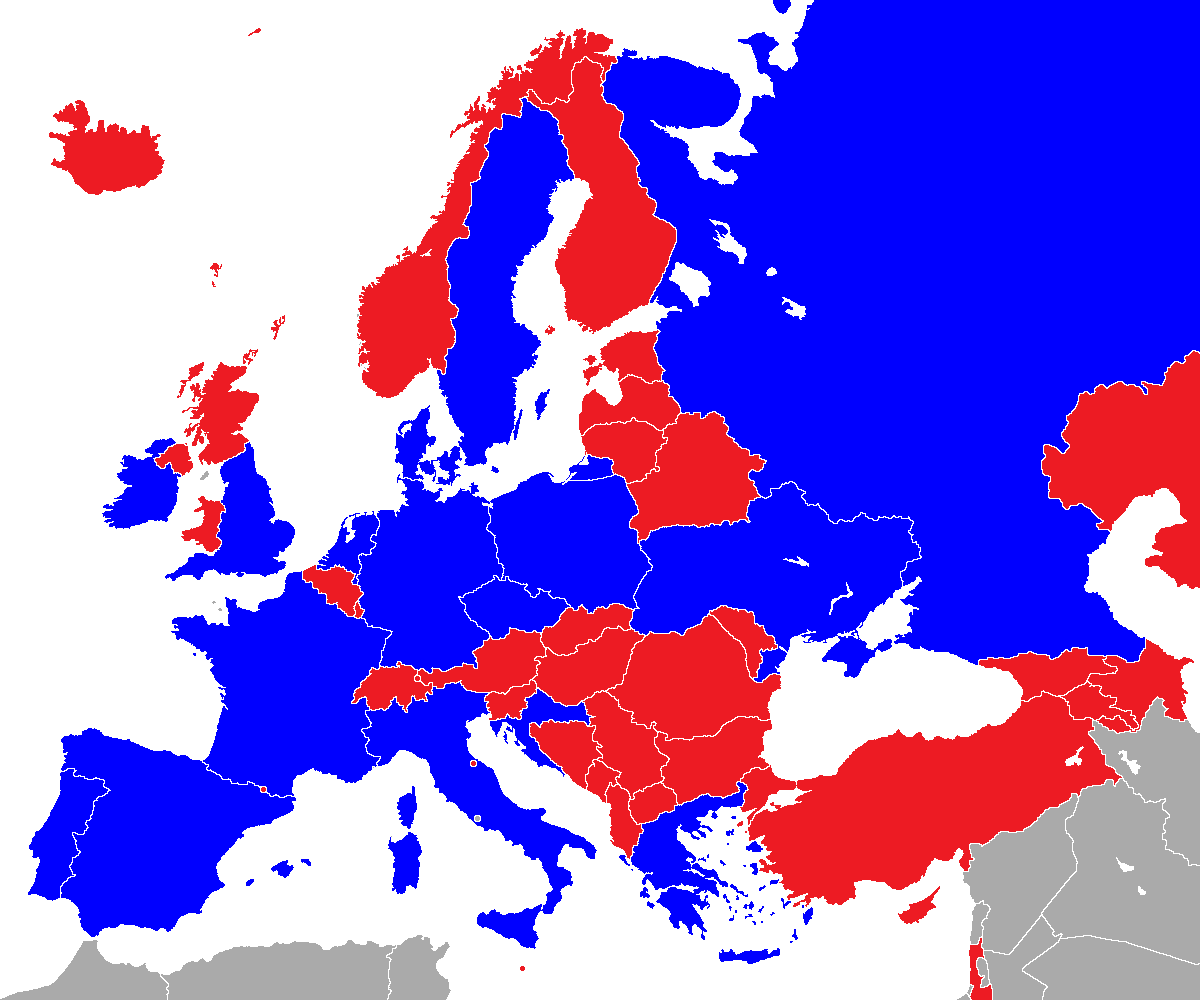
Kvalificerade länder
Ej kvalificerade länder
Ej medlemmar i UEFA

Kvalet spelades med 51 länder i nio grupper där vinnarna från varje grupp tillsammans med den bästa tvåan gick vidare till slutspelet. Övriga åtta tvåor spelade playoff om de resterande fyra platserna. Värdländerna var direktkvalificerade.

### Kvalificerade länder
- Polen (värdland)
- Ukraina (värdland)
- Tyskland (vinnare av Grupp A)
- Ryssland (vinnare av Grupp B)
- Italien (vinnare av Grupp C)
- Frankrike (vinnare av Grupp D)
- Nederländerna (vinnare av Grupp E)
- Grekland (vinnare av Grupp F)
- England (vinnare av Grupp G)
- Danmark (vinnare av Grupp H)
- Spanien (vinnare av Grupp I)
- Sverige (bästa tvåa)
- Kroatien (playoff)
- Tjeckien (playoff)
- Irland (playoff)
- Portugal (playoff)

## Slutspel
De kvalificerade länderna gick vidare till ett slutspel som avgjordes i värdnationerna Polen och Ukraina. Värdnationernas lag var direktkvalificerade. Länderna lottades till fyra grupper med fyra lag i varje. Inom varje grupp genomfördes ett seriespel där lagen spelade mot varandra en gång. Vinst i en seriespelmatch gav 3 poäng, oavgjort gav 1 poäng och förlust 0 poäng. Varje grupps vinnare och tvåor gick vidare till ett utslagsspel.
Om två eller fler lag hade samma poäng efter att samtliga matcher spelats i gruppen skildes lagen åt enligt följande och i den ordningen:
1. Inbördes möten, det vill säga den som fick flest poäng i mötena mellan lagen.
2. Om fler än två lag hade samma poäng: Bäst målskillnad i matcherna mellan lagen med samma poäng, det vill säga störst differens mellan gjorda och insläppta mål.
3. Om fler än två lag hade samma poäng: Störst antal mål i matcherna mellan lagen.
4. Bäst målskillnad i gruppen.
5. Flest antal gjorda mål i gruppen.
6. Högst placering i Uefas ranking.
7. Bäst Fair play uppförande, ungefär "rent spel", under slutspelet. Uefa betygsätter beteendet hos samtliga lag.
8. Lottning.

Utslagsspelet inleddes med kvartsfinal för att följas av semifinal och final. Varje nivå i utslagsspelet avgjordes i en match. Vid oavgjort resultat, efter full tid plus tilläggstid, fortsatte matchen i en förlängning efter 5 minuters paus. Förlängningen var 2x15 minuter med ett sidbyte utan paus. Var det oavgjort även efter förlängning och tilläggstid avgjordes matchen med straffsparksläggning.

## Lottning av grupperna
Sexton lag deltog i turneringen och delades in i fyra seedningsgrupper. Lottningen till grupperna skedde den 2 december 2011 i Kiev. Värdnationerna Polen och Ukraina var redan tidigare placerade i varsin grupp. Polen, Ukraina och mästarna från Europamästerskapet i fotboll 2008, Spanien var tillsammans med Nederländerna toppseedade i lottningen.

### Seedningsgrupper och fördelning
|                  | A        | B             | C        | D         |
| ---------------- | -------- | ------------- | -------- | --------- |
| Seedningsgrupp 1 | Polen1   | Nederländerna | Spanien  | Ukraina1  |
| Seedningsgrupp 2 | Ryssland | Tyskland      | Italien  | England   |
| Seedningsgrupp 3 | Grekland | Portugal      | Kroatien | Sverige   |
| Seedningsgrupp 4 | Tjeckien | Danmark       | Irland   | Frankrike |

1 Automatiskt kvalificerade i egenskap av värdnationer
Ett lag från varje seedningsgrupp drogs till varje grupp i EM-slutspelet. Lag i samma seedningsgrupp kunde därmed inte mötas i EM före kvartsfinal.

## Domare
Uefa meddelade den 20 december 2011 namnen på de tolv domare och fyra fjärdedomare som skulle döma i turneringen. Varje domarlag bestod av fem domare från samma land: en huvuddomare, två måldomare som även är Fifa-domare och två FIFA assisterande domare. Även en tredje assisterande domare valdes av varje land och som var beredd på hoppa in fram tills turneringsstarten. Två måldomare användes för första gången i EM:s historia efter godkännande av International Football Association Board.
| Land          | Domare          | Assisterande domare                                        | Måldomare                         |
| ------------- | --------------- | ---------------------------------------------------------- | --------------------------------- |
| England       | Howard Webb     | Michael Mullarkey Peter Kirkup Stephen Child (reserv)      | Martin Atkinson Mark Clattenburg  |
| Frankrike     | Stéphane Lannoy | Eric Dansault Frédéric Cano Michael Annonier (reserv)      | Fredy Fautrel Ruddy Buquet        |
| Italien       | Nicola Rizzoli  | Renato Faverani Andrea Stefani Luca Maggiani (reserv)      | Gianluca Rocchi Paolo Tagliavento |
| Nederländerna | Björn Kuipers   | Sander van Roekel Erwin Zeinstra Norbertus Simons (reserv) | Pol van Boekel Richard Liesveld   |
| Portugal      | Pedro Proença   | Bertino Miranda Ricardo Santos Tiago Trigo (reserv)        | Jorge Sousa Duarte Gomes          |
| Skottland     | Craig Thomson   | Alasdair Ross Derek Rose Graham Chambers (reserv)          | William Collum Euan Norris        |

| Land      | Domare                  | Assisterande domare                                                               | Måldomare                                  |
| --------- | ----------------------- | --------------------------------------------------------------------------------- | ------------------------------------------ |
| Slovenien | Damir Skomina           | Primoz Arhar Marko Stancin Matej Žunič (reserv)                                   | Matej Jug Slavko Vinčič                    |
| Spanien   | Carlos Velasco Carballo | Roberto Alonso Fernández Juan Carlos Yuste Jiménez Jesús Calvo Guadamuro (reserv) | David Fernández Borbalán Carlos Clos Gómez |
| Sverige   | Jonas Eriksson          | Stefan Wittberg Mathias Klasenius Fredrik Nilsson (reserv)                        | Markus Strömbergsson Stefan Johannesson    |
| Turkiet   | Cüneyt Çakır            | Bahattin Duran Tarık Ongun Mustafa Emre Eyisoy (reserv)                           | Hüseyin Göçek Bülent Yıldırım              |
| Tyskland  | Wolfgang Stark          | Jan-Hendrik Salver Mike Pickel Mark Borsch (reserv)                               | Florian Meyer Deniz Aytekin                |
| Ungern    | Viktor Kassai           | Gábor Erős György Ring Róbert Kispál (reserv)                                     | István Vad Tamás Bognár                    |

| Land     | Fjärdedomare     |
| -------- | ---------------- |
| Norge    | Tom Harald Hagen |
| Polen    | Marcin Borski    |
| Tjeckien | Pavel Královec   |
| Ukraina  | Viktor Sjvetsov  |

| Land      | Reserv till assisterande domare |
| --------- | ------------------------------- |
| Irland    | Damien MacGraith                |
| Polen     | Marcin Borkowski                |
| Slovakien | Roman Slysko                    |
| Ukraina   | Oleksandr Vojtiuk               |

## Spelartrupper

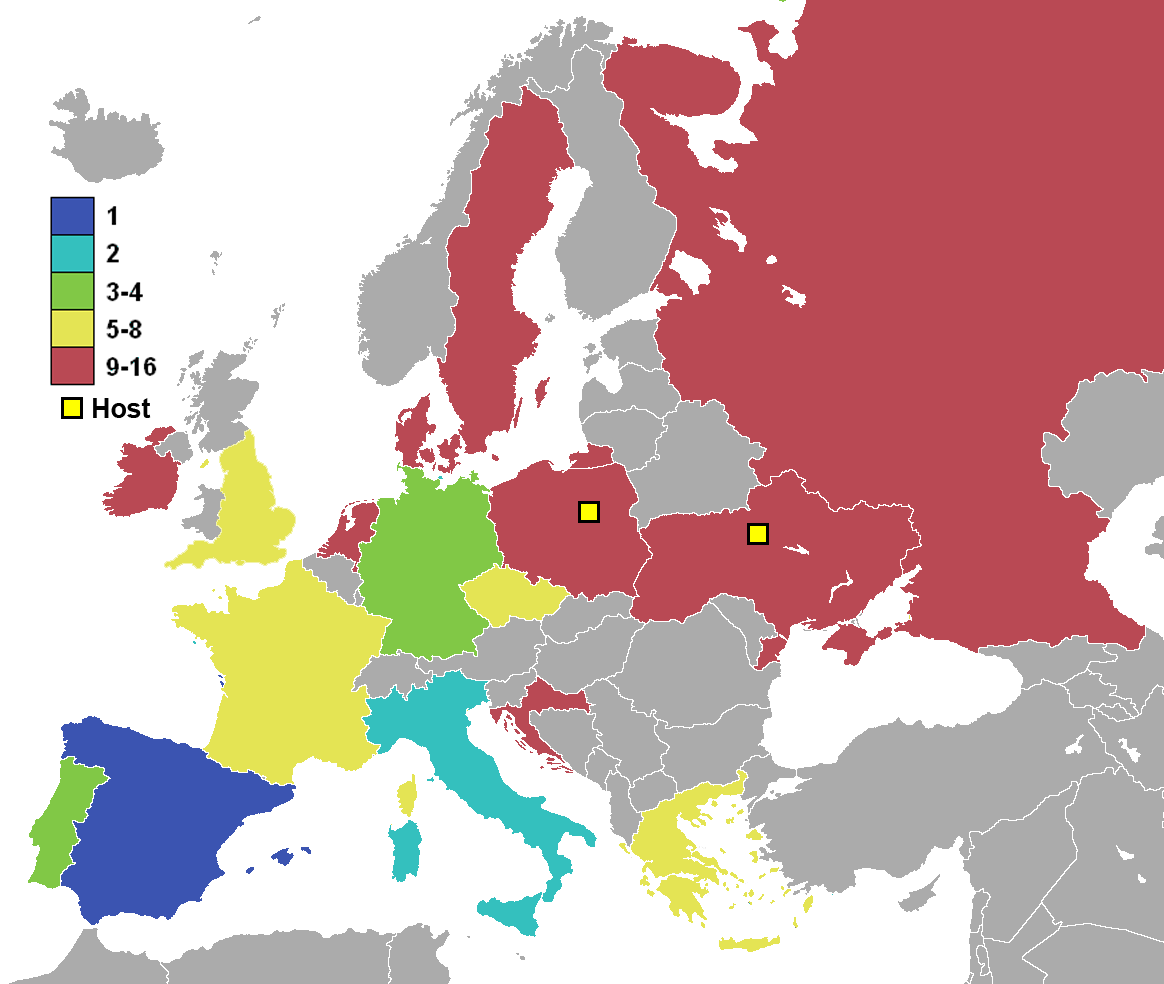
Deltagande länder och dess slutplacering i turneringen.

Varje nation var tvungna att lämna in en trupplista på 23 spelare, varav tre skulle vara målvakter, före den 29 maj 2012.

## Gruppspel

### Grupp A
| Nr | Lag      | S | V | O | F | GM | IM | MS | P |
| -- | -------- | - | - | - | - | -- | -- | -- | - |
| 1  | Tjeckien | 3 | 2 | 0 | 1 | 4  | 5  | −1 | 6 |
| 2  | Grekland | 3 | 1 | 1 | 1 | 3  | 3  | 0  | 4 |
| 3  | Ryssland | 3 | 1 | 1 | 1 | 5  | 3  | +2 | 4 |
| 4  | Polen    | 3 | 0 | 2 | 1 | 2  | 3  | −1 | 2 |

| 1           | 8 juni 2012 | Polen                  | 1 – 1           | Grekland                 | Nationalstadion                                                          |                                                                          |
| 18:00 UTC+2 | 18:00 UTC+2 | Robert Lewandowski 17′ | (1 – 0) Rapport | 51′ Dimitris Salpingidis | Warszawa, Polen Publik: 56 070 Domare: Carlos Velasco Carballo (Spanien) | Warszawa, Polen Publik: 56 070 Domare: Carlos Velasco Carballo (Spanien) |
| 18:00 UTC+2 | 18:00 UTC+2 |                        |                 |                          | Warszawa, Polen Publik: 56 070 Domare: Carlos Velasco Carballo (Spanien) | Warszawa, Polen Publik: 56 070 Domare: Carlos Velasco Carballo (Spanien) |
| 18:00 UTC+2 | 18:00 UTC+2 |                        |                 |                          | Warszawa, Polen Publik: 56 070 Domare: Carlos Velasco Carballo (Spanien) | Warszawa, Polen Publik: 56 070 Domare: Carlos Velasco Carballo (Spanien) |

| 2           | 8 juni 2012 | Ryssland                                                                      | 4 – 1           | Tjeckien         | Stadion Miejski                                             |                                                             |
| 20:45 UTC+2 | 20:45 UTC+2 | Alan Dzagojev 15′ Roman Sjirokov 24′ Alan Dzagojev 79′ Roman Pavljutjenko 82′ | (2 – 0) Rapport | 52′ Václav Pilař | Wrocław, Polen Publik: 40 803 Domare: Howard Webb (England) | Wrocław, Polen Publik: 40 803 Domare: Howard Webb (England) |
| 20:45 UTC+2 | 20:45 UTC+2 |                                                                               |                 |                  | Wrocław, Polen Publik: 40 803 Domare: Howard Webb (England) | Wrocław, Polen Publik: 40 803 Domare: Howard Webb (England) |
| 20:45 UTC+2 | 20:45 UTC+2 |                                                                               |                 |                  | Wrocław, Polen Publik: 40 803 Domare: Howard Webb (England) | Wrocław, Polen Publik: 40 803 Domare: Howard Webb (England) |

| 9           | 12 juni 2012 | Grekland            | 1 – 2           | Tjeckien                        | Stadion Miejski                                                   |                                                                   |
| 18:00 UTC+2 | 18:00 UTC+2  | Theofanis Gekas 53′ | (0 – 2) Rapport | 3′ Petr Jiráček 6′ Václav Pilař | Wrocław, Polen Publik: 41 105 Domare: Stéphane Lannoy (Frankrike) | Wrocław, Polen Publik: 41 105 Domare: Stéphane Lannoy (Frankrike) |
| 18:00 UTC+2 | 18:00 UTC+2  |                     |                 |                                 | Wrocław, Polen Publik: 41 105 Domare: Stéphane Lannoy (Frankrike) | Wrocław, Polen Publik: 41 105 Domare: Stéphane Lannoy (Frankrike) |
| 18:00 UTC+2 | 18:00 UTC+2  |                     |                 |                                 | Wrocław, Polen Publik: 41 105 Domare: Stéphane Lannoy (Frankrike) | Wrocław, Polen Publik: 41 105 Domare: Stéphane Lannoy (Frankrike) |

| 10          | 12 juni 2012 | Polen                    | 1 – 1           | Ryssland          | Nationalstadion                                                  |                                                                  |
| 20:45 UTC+2 | 20:45 UTC+2  | Jakub Błaszczykowski 57′ | (0 – 1) Rapport | 37′ Alan Dzagojev | Warszawa, Polen Publik: 55 920 Domare: Wolfgang Stark (Tyskland) | Warszawa, Polen Publik: 55 920 Domare: Wolfgang Stark (Tyskland) |
| 20:45 UTC+2 | 20:45 UTC+2  |                          |                 |                   | Warszawa, Polen Publik: 55 920 Domare: Wolfgang Stark (Tyskland) | Warszawa, Polen Publik: 55 920 Domare: Wolfgang Stark (Tyskland) |
| 20:45 UTC+2 | 20:45 UTC+2  |                          |                 |                   | Warszawa, Polen Publik: 55 920 Domare: Wolfgang Stark (Tyskland) | Warszawa, Polen Publik: 55 920 Domare: Wolfgang Stark (Tyskland) |

| 17          | 16 juni 2012 | Tjeckien         | 1 – 0           | Polen | Stadion Miejski                                                 |                                                                 |
| 20:45 UTC+2 | 20:45 UTC+2  | Petr Jiráček 72′ | (0 – 0) Rapport |       | Wrocław, Polen Publik: 41 480 Domare: Craig Thomson (Skottland) | Wrocław, Polen Publik: 41 480 Domare: Craig Thomson (Skottland) |
| 20:45 UTC+2 | 20:45 UTC+2  |                  |                 |       | Wrocław, Polen Publik: 41 480 Domare: Craig Thomson (Skottland) | Wrocław, Polen Publik: 41 480 Domare: Craig Thomson (Skottland) |
| 20:45 UTC+2 | 20:45 UTC+2  |                  |                 |       | Wrocław, Polen Publik: 41 480 Domare: Craig Thomson (Skottland) | Wrocław, Polen Publik: 41 480 Domare: Craig Thomson (Skottland) |

| 18          | 16 juni 2012 | Grekland                 | 1 – 0           | Ryssland | Nationalstadion                                                 |                                                                 |
| 20:45 UTC+2 | 20:45 UTC+2  | Giorgos Karagounis 45+2′ | (0 – 0) Rapport |          | Warszawa, Polen Publik: 55 614 Domare: Jonas Eriksson (Sverige) | Warszawa, Polen Publik: 55 614 Domare: Jonas Eriksson (Sverige) |
| 20:45 UTC+2 | 20:45 UTC+2  |                          |                 |          | Warszawa, Polen Publik: 55 614 Domare: Jonas Eriksson (Sverige) | Warszawa, Polen Publik: 55 614 Domare: Jonas Eriksson (Sverige) |
| 20:45 UTC+2 | 20:45 UTC+2  |                          |                 |          | Warszawa, Polen Publik: 55 614 Domare: Jonas Eriksson (Sverige) | Warszawa, Polen Publik: 55 614 Domare: Jonas Eriksson (Sverige) |

### Grupp B
| Nr | Lag           | S | V | O | F | GM | IM | MS | P |
| -- | ------------- | - | - | - | - | -- | -- | -- | - |
| 1  | Tyskland      | 3 | 3 | 0 | 0 | 5  | 2  | +3 | 9 |
| 2  | Portugal      | 3 | 2 | 0 | 1 | 5  | 4  | +1 | 6 |
| 3  | Danmark       | 3 | 1 | 0 | 2 | 4  | 5  | −1 | 3 |
| 4  | Nederländerna | 3 | 0 | 0 | 3 | 2  | 5  | −3 | 0 |

| 3           | 9 juni 2012 | Nederländerna | 0 – 1           | Danmark                 | Metalist Stadium                                                  |                                                                   |
| 19:00 UTC+3 | 19:00 UTC+3 |               | (0 – 1) Rapport | 24′ Michael Krohn-Dehli | Charkiv, Ukraina Publik: 35 923 Domare: Damir Skomina (Slovenien) | Charkiv, Ukraina Publik: 35 923 Domare: Damir Skomina (Slovenien) |
| 19:00 UTC+3 | 19:00 UTC+3 |               |                 |                         | Charkiv, Ukraina Publik: 35 923 Domare: Damir Skomina (Slovenien) | Charkiv, Ukraina Publik: 35 923 Domare: Damir Skomina (Slovenien) |
| 19:00 UTC+3 | 19:00 UTC+3 |               |                 |                         | Charkiv, Ukraina Publik: 35 923 Domare: Damir Skomina (Slovenien) | Charkiv, Ukraina Publik: 35 923 Domare: Damir Skomina (Slovenien) |

| 4           | 9 juni 2012 | Tyskland        | 1 – 0           | Portugal | Arena Lviv                                                       |                                                                  |
| 21:45 UTC+3 | 21:45 UTC+3 | Mario Gómez 72′ | (0 – 0) Rapport |          | Lviv, Ukraina Publik: 32 990 Domare: Stéphane Lannoy (Frankrike) | Lviv, Ukraina Publik: 32 990 Domare: Stéphane Lannoy (Frankrike) |
| 21:45 UTC+3 | 21:45 UTC+3 |                 |                 |          | Lviv, Ukraina Publik: 32 990 Domare: Stéphane Lannoy (Frankrike) | Lviv, Ukraina Publik: 32 990 Domare: Stéphane Lannoy (Frankrike) |
| 21:45 UTC+3 | 21:45 UTC+3 |                 |                 |          | Lviv, Ukraina Publik: 32 990 Domare: Stéphane Lannoy (Frankrike) | Lviv, Ukraina Publik: 32 990 Domare: Stéphane Lannoy (Frankrike) |

| 11          | 13 juni 2012 | Danmark                   | 2 – 3           | Portugal                                         | Arena Lviv                                                     |                                                                |
| 19:00 UTC+3 | 19:00 UTC+3  | Nicklas Bendtner 41′, 80′ | (1 – 2) Rapport | 24′ Pepe 36′ Hélder Postiga 87′ Silvestre Varela | Lviv, Ukraina Publik: 31 840 Domare: Craig Thomson (Skottland) | Lviv, Ukraina Publik: 31 840 Domare: Craig Thomson (Skottland) |
| 19:00 UTC+3 | 19:00 UTC+3  |                           |                 |                                                  | Lviv, Ukraina Publik: 31 840 Domare: Craig Thomson (Skottland) | Lviv, Ukraina Publik: 31 840 Domare: Craig Thomson (Skottland) |
| 19:00 UTC+3 | 19:00 UTC+3  |                           |                 |                                                  | Lviv, Ukraina Publik: 31 840 Domare: Craig Thomson (Skottland) | Lviv, Ukraina Publik: 31 840 Domare: Craig Thomson (Skottland) |

| 12          | 13 juni 2012 | Nederländerna        | 1 – 2           | Tyskland             | Metalist Stadium                                                 |                                                                  |
| 21:45 UTC+3 | 21:45 UTC+3  | Robin van Persie 74′ | (0 – 2) Rapport | 24′, 38′ Mario Gómez | Charkiv, Ukraina Publik: 37 750 Domare: Jonas Eriksson (Sverige) | Charkiv, Ukraina Publik: 37 750 Domare: Jonas Eriksson (Sverige) |
| 21:45 UTC+3 | 21:45 UTC+3  |                      |                 |                      | Charkiv, Ukraina Publik: 37 750 Domare: Jonas Eriksson (Sverige) | Charkiv, Ukraina Publik: 37 750 Domare: Jonas Eriksson (Sverige) |
| 21:45 UTC+3 | 21:45 UTC+3  |                      |                 |                      | Charkiv, Ukraina Publik: 37 750 Domare: Jonas Eriksson (Sverige) | Charkiv, Ukraina Publik: 37 750 Domare: Jonas Eriksson (Sverige) |

| 19          | 17 juni 2012 | Portugal         | 2 – 1           | Nederländerna            | Metalist Stadium                                                 |                                                                  |
| 21:45 UTC+3 | 21:45 UTC+3  | Ronaldo 28′, 74′ | (1 – 1) Rapport | 11′ Rafael van der Vaart | Charkiv, Ukraina Publik: 37 445 Domare: Nicola Rizzoli (Italien) | Charkiv, Ukraina Publik: 37 445 Domare: Nicola Rizzoli (Italien) |
| 21:45 UTC+3 | 21:45 UTC+3  |                  |                 |                          | Charkiv, Ukraina Publik: 37 445 Domare: Nicola Rizzoli (Italien) | Charkiv, Ukraina Publik: 37 445 Domare: Nicola Rizzoli (Italien) |
| 21:45 UTC+3 | 21:45 UTC+3  |                  |                 |                          | Charkiv, Ukraina Publik: 37 445 Domare: Nicola Rizzoli (Italien) | Charkiv, Ukraina Publik: 37 445 Domare: Nicola Rizzoli (Italien) |

| 20          | 17 juni 2012 | Danmark                 | 1 – 2           | Tyskland                           | Arena Lviv                                                             |                                                                        |
| 21:45 UTC+3 | 21:45 UTC+3  | Michael Krohn-Dehli 24′ | (1 – 1) Rapport | 19′ Lukas Podolski 80′ Lars Bender | Lviv, Ukraina Publik: 32 990 Domare: Carlos Velasco Carballo (Spanien) | Lviv, Ukraina Publik: 32 990 Domare: Carlos Velasco Carballo (Spanien) |
| 21:45 UTC+3 | 21:45 UTC+3  |                         |                 |                                    | Lviv, Ukraina Publik: 32 990 Domare: Carlos Velasco Carballo (Spanien) | Lviv, Ukraina Publik: 32 990 Domare: Carlos Velasco Carballo (Spanien) |
| 21:45 UTC+3 | 21:45 UTC+3  |                         |                 |                                    | Lviv, Ukraina Publik: 32 990 Domare: Carlos Velasco Carballo (Spanien) | Lviv, Ukraina Publik: 32 990 Domare: Carlos Velasco Carballo (Spanien) |

### Grupp C
| Nr | Lag      | S | V | O | F | GM | IM | MS | P |
| -- | -------- | - | - | - | - | -- | -- | -- | - |
| 1  | Spanien  | 3 | 2 | 1 | 0 | 6  | 1  | +5 | 7 |
| 2  | Italien  | 3 | 1 | 2 | 0 | 4  | 2  | +2 | 5 |
| 3  | Kroatien | 3 | 1 | 1 | 1 | 4  | 3  | +1 | 4 |
| 4  | Irland   | 3 | 0 | 0 | 3 | 1  | 9  | −8 | 0 |

| 5           | 10 juni 2012 | Spanien           | 1 – 1           | Italien               | PGE Arena Gdańsk                                            |                                                             |
| 18:00 UTC+2 | 18:00 UTC+2  | Cesc Fàbregas 64′ | (0 – 0) Rapport | 61′ Antonio Di Natale | Gdańsk, Polen Publik: 38 869 Domare: Viktor Kassai (Ungern) | Gdańsk, Polen Publik: 38 869 Domare: Viktor Kassai (Ungern) |
| 18:00 UTC+2 | 18:00 UTC+2  |                   |                 |                       | Gdańsk, Polen Publik: 38 869 Domare: Viktor Kassai (Ungern) | Gdańsk, Polen Publik: 38 869 Domare: Viktor Kassai (Ungern) |
| 18:00 UTC+2 | 18:00 UTC+2  |                   |                 |                       | Gdańsk, Polen Publik: 38 869 Domare: Viktor Kassai (Ungern) | Gdańsk, Polen Publik: 38 869 Domare: Viktor Kassai (Ungern) |

| 6           | 10 juni 2012 | Irland             | 1 – 3           | Kroatien                                   | Stadion Miejski                                                    |                                                                    |
| 20:45 UTC+2 | 20:45 UTC+2  | Sean St Ledger 19′ | (1 – 2) Rapport | 3′, 48′ Mario Mandžukić 43′ Nikica Jelavić | Poznań, Polen Publik: 39 550 Domare: Björn Kuipers (Nederländerna) | Poznań, Polen Publik: 39 550 Domare: Björn Kuipers (Nederländerna) |
| 20:45 UTC+2 | 20:45 UTC+2  |                    |                 |                                            | Poznań, Polen Publik: 39 550 Domare: Björn Kuipers (Nederländerna) | Poznań, Polen Publik: 39 550 Domare: Björn Kuipers (Nederländerna) |
| 20:45 UTC+2 | 20:45 UTC+2  |                    |                 |                                            | Poznań, Polen Publik: 39 550 Domare: Björn Kuipers (Nederländerna) | Poznań, Polen Publik: 39 550 Domare: Björn Kuipers (Nederländerna) |

| 13          | 14 juni 2012 | Italien          | 1 – 1           | Kroatien            | Stadion Miejski                                            |                                                            |
| 18:00 UTC+2 | 18:00 UTC+2  | Andrea Pirlo 39′ | (1 – 0) Rapport | 72′ Mario Mandžukić | Poznań, Polen Publik: 37 096 Domare: Howard Webb (England) | Poznań, Polen Publik: 37 096 Domare: Howard Webb (England) |
| 18:00 UTC+2 | 18:00 UTC+2  |                  |                 |                     | Poznań, Polen Publik: 37 096 Domare: Howard Webb (England) | Poznań, Polen Publik: 37 096 Domare: Howard Webb (England) |
| 18:00 UTC+2 | 18:00 UTC+2  |                  |                 |                     | Poznań, Polen Publik: 37 096 Domare: Howard Webb (England) | Poznań, Polen Publik: 37 096 Domare: Howard Webb (England) |

| 14          | 14 juni 2012 | Spanien                                                   | 4 – 0           | Irland | PGE Arena Gdańsk                                              |                                                               |
| 20:45 UTC+2 | 20:45 UTC+2  | Fernando Torres 4′, 70′ David Silva 49′ Cesc Fàbregas 83′ | (1 – 0) Rapport |        | Gdańsk, Polen Publik: 39 150 Domare: Pedro Proença (Portugal) | Gdańsk, Polen Publik: 39 150 Domare: Pedro Proença (Portugal) |
| 20:45 UTC+2 | 20:45 UTC+2  |                                                           |                 |        | Gdańsk, Polen Publik: 39 150 Domare: Pedro Proença (Portugal) | Gdańsk, Polen Publik: 39 150 Domare: Pedro Proença (Portugal) |
| 20:45 UTC+2 | 20:45 UTC+2  |                                                           |                 |        | Gdańsk, Polen Publik: 39 150 Domare: Pedro Proença (Portugal) | Gdańsk, Polen Publik: 39 150 Domare: Pedro Proença (Portugal) |

| 21          | 18 juni 2012 | Kroatien | 0 – 1           | Spanien         | PGE Arena Gdańsk                                               |                                                                |
| 20:45 UTC+2 | 20:45 UTC+2  |          | (0 – 0) Rapport | 88′ Jesús Navas | Gdańsk, Polen Publik: 39 076 Domare: Wolfgang Stark (Tyskland) | Gdańsk, Polen Publik: 39 076 Domare: Wolfgang Stark (Tyskland) |
| 20:45 UTC+2 | 20:45 UTC+2  |          |                 |                 | Gdańsk, Polen Publik: 39 076 Domare: Wolfgang Stark (Tyskland) | Gdańsk, Polen Publik: 39 076 Domare: Wolfgang Stark (Tyskland) |
| 20:45 UTC+2 | 20:45 UTC+2  |          |                 |                 | Gdańsk, Polen Publik: 39 076 Domare: Wolfgang Stark (Tyskland) | Gdańsk, Polen Publik: 39 076 Domare: Wolfgang Stark (Tyskland) |

| 22          | 18 juni 2012 | Italien                                 | 2 – 0           | Irland | Stadion Miejski                                             |                                                             |
| 20:45 UTC+2 | 20:45 UTC+2  | Antonio Cassano 35′ Mario Balotelli 90′ | (1 – 0) Rapport |        | Poznań, Polen Publik: 38 794 Domare: Cüneyt Çakır (Turkiet) | Poznań, Polen Publik: 38 794 Domare: Cüneyt Çakır (Turkiet) |
| 20:45 UTC+2 | 20:45 UTC+2  |                                         |                 |        | Poznań, Polen Publik: 38 794 Domare: Cüneyt Çakır (Turkiet) | Poznań, Polen Publik: 38 794 Domare: Cüneyt Çakır (Turkiet) |
| 20:45 UTC+2 | 20:45 UTC+2  |                                         |                 |        | Poznań, Polen Publik: 38 794 Domare: Cüneyt Çakır (Turkiet) | Poznań, Polen Publik: 38 794 Domare: Cüneyt Çakır (Turkiet) |

### Grupp D
| Nr | Lag       | S | V | O | F | GM | IM | MS | P |
| -- | --------- | - | - | - | - | -- | -- | -- | - |
| 1  | England   | 3 | 2 | 1 | 0 | 5  | 3  | +2 | 7 |
| 2  | Frankrike | 3 | 1 | 1 | 1 | 3  | 3  | 0  | 4 |
| 3  | Ukraina   | 3 | 1 | 0 | 2 | 2  | 4  | −2 | 3 |
| 4  | Sverige   | 3 | 1 | 0 | 2 | 5  | 5  | 0  | 3 |

| 7           | 11 juni 2012 | Frankrike       | 1 – 1           | England            | Donbass Arena                                                    |                                                                  |
| 19:00 UTC+3 | 19:00 UTC+3  | Samir Nasri 39′ | (1 – 1) Rapport | 30′ Joleon Lescott | Donetsk, Ukraina Publik: 47 400 Domare: Nicola Rizzoli (Italien) | Donetsk, Ukraina Publik: 47 400 Domare: Nicola Rizzoli (Italien) |
| 19:00 UTC+3 | 19:00 UTC+3  |                 |                 |                    | Donetsk, Ukraina Publik: 47 400 Domare: Nicola Rizzoli (Italien) | Donetsk, Ukraina Publik: 47 400 Domare: Nicola Rizzoli (Italien) |
| 19:00 UTC+3 | 19:00 UTC+3  |                 |                 |                    | Donetsk, Ukraina Publik: 47 400 Domare: Nicola Rizzoli (Italien) | Donetsk, Ukraina Publik: 47 400 Domare: Nicola Rizzoli (Italien) |

| 8           | 11 juni 2012 | Ukraina                    | 2 – 1           | Sverige                | Olympiastadion                                              |                                                             |
| 21:45 UTC+3 | 21:45 UTC+3  | Andrij Sjevtjenko 55′, 62′ | (0 – 0) Rapport | 52′ Zlatan Ibrahimović | Kiev, Ukraina Publik: 64 290 Domare: Cüneyt Çakır (Turkiet) | Kiev, Ukraina Publik: 64 290 Domare: Cüneyt Çakır (Turkiet) |
| 21:45 UTC+3 | 21:45 UTC+3  |                            |                 |                        | Kiev, Ukraina Publik: 64 290 Domare: Cüneyt Çakır (Turkiet) | Kiev, Ukraina Publik: 64 290 Domare: Cüneyt Çakır (Turkiet) |
| 21:45 UTC+3 | 21:45 UTC+3  |                            |                 |                        | Kiev, Ukraina Publik: 64 290 Domare: Cüneyt Çakır (Turkiet) | Kiev, Ukraina Publik: 64 290 Domare: Cüneyt Çakır (Turkiet) |

| 15          | 15 juni 2012 | Ukraina | 0 – 2           | Frankrike                         | Donbass Arena                                                         |                                                                       |
| 19:00 UTC+3 | 19:00 UTC+3  |         | (0 – 0) Rapport | 53′ Jérémy Ménez 56′ Yohan Cabaye | Donetsk, Ukraina Publik: 48 000 Domare: Björn Kuipers (Nederländerna) | Donetsk, Ukraina Publik: 48 000 Domare: Björn Kuipers (Nederländerna) |
| 19:00 UTC+3 | 19:00 UTC+3  |         |                 |                                   | Donetsk, Ukraina Publik: 48 000 Domare: Björn Kuipers (Nederländerna) | Donetsk, Ukraina Publik: 48 000 Domare: Björn Kuipers (Nederländerna) |
| 19:00 UTC+3 | 19:00 UTC+3  |         |                 |                                   | Donetsk, Ukraina Publik: 48 000 Domare: Björn Kuipers (Nederländerna) | Donetsk, Ukraina Publik: 48 000 Domare: Björn Kuipers (Nederländerna) |

| 16          | 15 juni 2012 | Sverige                                   | 2 – 3           | England                                             | Olympiastadion                                                 |                                                                |
| 21:45 UTC+3 | 21:45 UTC+3  | Glen Johnson 49′ (sjm.) Olof Mellberg 59′ | (0 – 1) Rapport | 23′ Andy Carroll 64′ Theo Walcott 78′ Danny Welbeck | Kiev, Ukraina Publik: 64 640 Domare: Damir Skomina (Slovenien) | Kiev, Ukraina Publik: 64 640 Domare: Damir Skomina (Slovenien) |
| 21:45 UTC+3 | 21:45 UTC+3  |                                           |                 |                                                     | Kiev, Ukraina Publik: 64 640 Domare: Damir Skomina (Slovenien) | Kiev, Ukraina Publik: 64 640 Domare: Damir Skomina (Slovenien) |
| 21:45 UTC+3 | 21:45 UTC+3  |                                           |                 |                                                     | Kiev, Ukraina Publik: 64 640 Domare: Damir Skomina (Slovenien) | Kiev, Ukraina Publik: 64 640 Domare: Damir Skomina (Slovenien) |

| 23          | 19 juni 2012 | England          | 1 – 0           | Ukraina | Donbass Arena                                                  |                                                                |
| 21:45 UTC+3 | 21:45 UTC+3  | Wayne Rooney 48′ | (0 – 0) Rapport |         | Donetsk, Ukraina Publik: 48 700 Domare: Viktor Kassai (Ungern) | Donetsk, Ukraina Publik: 48 700 Domare: Viktor Kassai (Ungern) |
| 21:45 UTC+3 | 21:45 UTC+3  |                  |                 |         | Donetsk, Ukraina Publik: 48 700 Domare: Viktor Kassai (Ungern) | Donetsk, Ukraina Publik: 48 700 Domare: Viktor Kassai (Ungern) |
| 21:45 UTC+3 | 21:45 UTC+3  |                  |                 |         | Donetsk, Ukraina Publik: 48 700 Domare: Viktor Kassai (Ungern) | Donetsk, Ukraina Publik: 48 700 Domare: Viktor Kassai (Ungern) |

| 24          | 19 juni 2012 | Sverige                                        | 2 – 0           | Frankrike | Olympiastadion                                                |                                                               |
| 21:45 UTC+3 | 21:45 UTC+3  | Zlatan Ibrahimović 54′ Sebastian Larsson 90+1′ | (0 – 0) Rapport |           | Kiev, Ukraina Publik: 63 010 Domare: Pedro Proença (Portugal) | Kiev, Ukraina Publik: 63 010 Domare: Pedro Proença (Portugal) |
| 21:45 UTC+3 | 21:45 UTC+3  |                                                |                 |           | Kiev, Ukraina Publik: 63 010 Domare: Pedro Proença (Portugal) | Kiev, Ukraina Publik: 63 010 Domare: Pedro Proença (Portugal) |
| 21:45 UTC+3 | 21:45 UTC+3  |                                                |                 |           | Kiev, Ukraina Publik: 63 010 Domare: Pedro Proença (Portugal) | Kiev, Ukraina Publik: 63 010 Domare: Pedro Proença (Portugal) |

## Utslagsspel
|  | Kvartsfinaler  | Kvartsfinaler  |              |       | Semifinaler | Semifinaler |  |  | Final | Final |
|  |                |                |              |       |             |             |  |  |       |       |
|  | 21 juni 2012   |                |              |       |             |             |  |  |       |       |
|  |                |                |              |       |             |             |  |  |       |       |
|  | Tjeckien       | 0              |              |       |             |             |  |  |       |       |
|  | Tjeckien       | 0              | 27 juni 2012 |       |             |             |  |  |       |       |
|  | Portugal       | 1              |              |       |             |             |  |  |       |       |
|  | Portugal       | 1              | Portugal     | 0 (2) |             |             |  |  |       |       |
|  | 23 juni 2012   |                | Portugal     | 0 (2) |             |             |  |  |       |       |
|  |                | Spanien (str.) | 0 (4)        |       |             |             |  |  |       |       |
|  | Spanien        | Spanien (str.) | 0 (4)        | 2     |             |             |  |  |       |       |
|  | Spanien        |                | 1 juli 2012  | 2     |             |             |  |  |       |       |
|  | Frankrike      | 0              |              |       |             |             |  |  |       |       |
|  | Frankrike      | 0              | Spanien      | 4     |             |             |  |  |       |       |
|  | 22 juni 2012   |                | Spanien      | 4     |             |             |  |  |       |       |
|  |                | Italien        | 0            |       |             |             |  |  |       |       |
|  | Tyskland       | Italien        | 0            | 4     |             |             |  |  |       |       |
|  | Tyskland       | 28 juni 2012   |              | 4     |             |             |  |  |       |       |
|  | Grekland       | 2              |              |       |             |             |  |  |       |       |
|  | Grekland       | 2              | Tyskland     | 1     |             |             |  |  |       |       |
|  | 24 juni 2012   |                | Tyskland     | 1     |             |             |  |  |       |       |
|  |                | Italien        | 2            |       |             |             |  |  |       |       |
|  | England        | Italien        | 2            | 0 (2) |             |             |  |  |       |       |
|  | England        |                |              | 0 (2) |             |             |  |  |       |       |
|  | Italien (str.) | 0 (4)          |              |       |             |             |  |  |       |       |
|  | Italien (str.) | 0 (4)          |              |       |             |             |  |  |       |       |

### Kvartsfinaler
| 25          | 21 juni 2012 | Tjeckien | 0 – 1           | Portugal              | Nationalstadion                                              |                                                              |
| 20:45 UTC+2 | 20:45 UTC+2  |          | (0 – 0) Rapport | 79′ Cristiano Ronaldo | Warszawa, Polen Publik: 55 590 Domare: Howard Webb (England) | Warszawa, Polen Publik: 55 590 Domare: Howard Webb (England) |
| 20:45 UTC+2 | 20:45 UTC+2  |          |                 |                       | Warszawa, Polen Publik: 55 590 Domare: Howard Webb (England) | Warszawa, Polen Publik: 55 590 Domare: Howard Webb (England) |
| 20:45 UTC+2 | 20:45 UTC+2  |          |                 |                       | Warszawa, Polen Publik: 55 590 Domare: Howard Webb (England) | Warszawa, Polen Publik: 55 590 Domare: Howard Webb (England) |

| 26          | 22 juni 2012 | Tyskland                                                            | 4 – 2           | Grekland                                             | PGE Arena Gdańsk                                               |                                                                |
| 20:45 UTC+2 | 20:45 UTC+2  | Philipp Lahm 39′ Sami Khedira 61′ Miroslav Klose 68′ Marco Reus 74′ | (1 – 0) Rapport | 55′ Georgios Samaras 89′ (str.) Dimitris Salpingidis | Gdańsk, Polen Publik: 38 751 Domare: Damir Skomina (Slovenien) | Gdańsk, Polen Publik: 38 751 Domare: Damir Skomina (Slovenien) |
| 20:45 UTC+2 | 20:45 UTC+2  |                                                                     |                 |                                                      | Gdańsk, Polen Publik: 38 751 Domare: Damir Skomina (Slovenien) | Gdańsk, Polen Publik: 38 751 Domare: Damir Skomina (Slovenien) |
| 20:45 UTC+2 | 20:45 UTC+2  |                                                                     |                 |                                                      | Gdańsk, Polen Publik: 38 751 Domare: Damir Skomina (Slovenien) | Gdańsk, Polen Publik: 38 751 Domare: Damir Skomina (Slovenien) |

| 27          | 23 juni 2012 | Spanien                       | 2 – 0           | Frankrike | Donbass Arena                                                    |                                                                  |
| 21:45 UTC+3 | 21:45 UTC+3  | Xabi Alonso 19′, 90+1′ (str.) | (1 – 0) Rapport |           | Donetsk, Ukraina Publik: 47 000 Domare: Nicola Rizzoli (Italien) | Donetsk, Ukraina Publik: 47 000 Domare: Nicola Rizzoli (Italien) |
| 21:45 UTC+3 | 21:45 UTC+3  |                               |                 |           | Donetsk, Ukraina Publik: 47 000 Domare: Nicola Rizzoli (Italien) | Donetsk, Ukraina Publik: 47 000 Domare: Nicola Rizzoli (Italien) |
| 21:45 UTC+3 | 21:45 UTC+3  |                               |                 |           | Donetsk, Ukraina Publik: 47 000 Domare: Nicola Rizzoli (Italien) | Donetsk, Ukraina Publik: 47 000 Domare: Nicola Rizzoli (Italien) |

| 28          | 24 juni 2012 | England                                              | 0000 0 – 0 (e.fl.)         | Italien                                                                              | Olympiastadion                                                |                                                               |
| 21:45 UTC+3 | 21:45 UTC+3  |                                                      | Rapport                    |                                                                                      | Kiev, Ukraina Publik: 64 340 Domare: Pedro Proença (Portugal) | Kiev, Ukraina Publik: 64 340 Domare: Pedro Proença (Portugal) |
| 21:45 UTC+3 | 21:45 UTC+3  |                                                      |                            |                                                                                      | Kiev, Ukraina Publik: 64 340 Domare: Pedro Proença (Portugal) | Kiev, Ukraina Publik: 64 340 Domare: Pedro Proença (Portugal) |
| 21:45 UTC+3 | 21:45 UTC+3  | Steven Gerrard Wayne Rooney Ashley Young Ashley Cole | Straffsparksläggning 2 – 4 | Mario Balotelli Riccardo Montolivo Andrea Pirlo Antonio Nocerino Alessandro Diamanti | Kiev, Ukraina Publik: 64 340 Domare: Pedro Proença (Portugal) | Kiev, Ukraina Publik: 64 340 Domare: Pedro Proença (Portugal) |

### Semifinaler
| 29          | 27 juni 2012 | Portugal                            | 0000 0 – 0 (e.fl.)         | Spanien                                                            | Donbass Arena                                                  |                                                                |
| 21:45 UTC+3 | 21:45 UTC+3  |                                     | Rapport                    |                                                                    | Donetsk, Ukraina Publik: 48 000 Domare: Cüneyt Çakır (Turkiet) | Donetsk, Ukraina Publik: 48 000 Domare: Cüneyt Çakır (Turkiet) |
| 21:45 UTC+3 | 21:45 UTC+3  |                                     |                            |                                                                    | Donetsk, Ukraina Publik: 48 000 Domare: Cüneyt Çakır (Turkiet) | Donetsk, Ukraina Publik: 48 000 Domare: Cüneyt Çakır (Turkiet) |
| 21:45 UTC+3 | 21:45 UTC+3  | João Moutinho Pepe Nani Bruno Alves | Straffsparksläggning 2 – 4 | Xabi Alonso Andrés Iniesta Gerard Piqué Sergio Ramos Cesc Fàbregas | Donetsk, Ukraina Publik: 48 000 Domare: Cüneyt Çakır (Turkiet) | Donetsk, Ukraina Publik: 48 000 Domare: Cüneyt Çakır (Turkiet) |

| 30          | 28 juni 2012 | Tyskland                | 1 – 2           | Italien                  | Nationalstadion                                                    |                                                                    |
| 20:45 UTC+2 | 20:45 UTC+2  | Mesut Özil 90+2′ (str.) | (0 – 2) Rapport | 20′, 36′ Mario Balotelli | Warszawa, Polen Publik: 55 540 Domare: Stéphane Lannoy (Frankrike) | Warszawa, Polen Publik: 55 540 Domare: Stéphane Lannoy (Frankrike) |
| 20:45 UTC+2 | 20:45 UTC+2  |                         |                 |                          | Warszawa, Polen Publik: 55 540 Domare: Stéphane Lannoy (Frankrike) | Warszawa, Polen Publik: 55 540 Domare: Stéphane Lannoy (Frankrike) |
| 20:45 UTC+2 | 20:45 UTC+2  |                         |                 |                          | Warszawa, Polen Publik: 55 540 Domare: Stéphane Lannoy (Frankrike) | Warszawa, Polen Publik: 55 540 Domare: Stéphane Lannoy (Frankrike) |

### Final
| 31          | 1 juli 2012 | Spanien                                                          | 4 – 0           | Italien | Olympiastadion                                                |                                                               |
| 21:45 UTC+3 | 21:45 UTC+3 | David Silva 14′ Jordi Alba 41′ Fernando Torres 84′ Juan Mata 88′ | (2 – 0) Rapport |         | Kiev, Ukraina Publik: 63 170 Domare: Pedro Proença (Portugal) | Kiev, Ukraina Publik: 63 170 Domare: Pedro Proença (Portugal) |
| 21:45 UTC+3 | 21:45 UTC+3 |                                                                  |                 |         | Kiev, Ukraina Publik: 63 170 Domare: Pedro Proença (Portugal) | Kiev, Ukraina Publik: 63 170 Domare: Pedro Proença (Portugal) |
| 21:45 UTC+3 | 21:45 UTC+3 |                                                                  |                 |         | Kiev, Ukraina Publik: 63 170 Domare: Pedro Proença (Portugal) | Kiev, Ukraina Publik: 63 170 Domare: Pedro Proença (Portugal) |

## Statistik

### Målskyttar
3 mål (6 spelare)
| - Mario Gómez - Mario Balotelli | - Mario Mandžukić - Cristiano Ronaldo | - Alan Dzagoev | - Fernando Torres |

2 mål (10 spelare)
| - Nicklas Bendtner - Michael Krohn-Dehli - Dimitris Salpingidis | - Xabi Alonso - Cesc Fàbregas - David Silva | - Zlatan Ibrahimović - Petr Jiráček | - Václav Pilař - Andrij Sjevtjenko |

1 mål (37 spelare)
| - Andy Carroll - Joleon Lescott - Wayne Rooney - Theo Walcott - Danny Welbeck - Yohan Cabaye - Jérémy Ménez - Samir Nasri - Theofanis Gekas - Giorgos Karagounis | - Georgios Samaras - Sean St Ledger - Antonio Cassano - Antonio Di Natale - Andrea Pirlo - Nikica Jelavić - Rafael van der Vaart - Robin van Persie - Jakub Błaszczykowski | - Robert Lewandowski - Pepe - Hélder Postiga - Silvestre Varela - Roman Pavljutjenko - Roman Sjirokov - Juan Mata - Jordi Alba - Jesús Navas | - Sebastian Larsson - Olof Mellberg - Lars Bender - Lukas Podolski - Sami Khedira - Mesut Özil - Marco Reus - Miroslav Klose - Philipp Lahm |

Självmål (1 spelare)
- Glen Johnson mot Sverige